# Rieko Ioane
Rieko Edward Ioane (* 18. března 1997 Auckland) je ragbista hrající Super Rugby za Auckland Blues a hráč Nového Zélandu. Jeho preferované pozice jsou tříčtvrtka a křídlo. 
V roce 2017 a 2018 byl nominován na nejlepšího hráče světa. Na MS 2019 skončil se svou zemí třetí a na MS 2023 získal stříbrnou medaili. S reprezentací vyhrál v letech 2017–2018 a 2020–2023 Rugby Championship. V prvních třech vítězných případech dokázal pokaždé minimálně s jedním hráčem položit nejvíce pětek na turnaji. 
V roce 2024 vyhrál s Auckland Blues Super Rugby.
Zúčastnil se v roce 2014 a 2015 World Rugby Series. Startoval na LOH 2016 a v tom samém roce byl vybrán jako nejlepší sedmičkový hráč Nového Zélandu.